# Moessonia novaeguineae
Moessonia novaeguineae är en insektsart som beskrevs av Willemse, C. 1957. Moessonia novaeguineae ingår i släktet Moessonia och familjen gräshoppor. Inga underarter finns listade i Catalogue of Life.